# 홍기범
홍기범(2001년 11월 1일 ~ )은 대한민국의 뮤지컬 배우이다. 

## 방송
- 2020 DIMF 뮤지컬 스타 (2020) - Top16
- 2021 DIMF 뮤지컬 스타 (2021) - Top14
- 팬텀싱어 4 (2023) - Top74

## 공연
- 2022 궁중문화축전 : 소현 (2022) - 앙상블
- 안나, 차이코프스키 (2022) - 프리츠 역
- 일라이 (2023) - 저스틴 역
- 비스티 (2023) - 강민혁 역